# Micranthes gormanii
Micranthes gormanii là một loài thực vật có hoa trong họ Saxifragaceae. Loài này được (Suksd.) Brouillet & Gornall mô tả khoa học đầu tiên năm 2007.